# Berlin (Georgia)
Berlin – miasto w Stanach Zjednoczonych, w stanie Georgia, w hrabstwie Colquitt.